# The Bride's Silence
The Bride's Silence er en amerikansk stumfilm fra 1917 af Henry King.

## Medvirkende
- Gail Kane som Syllvia Standish.
- Lew Cody som Paul Wagner.
- Henry A. Barrows som Nathan Standish.
- Jim Farley som Bull Ziegler.
- Robert Klein som Bobbins.